# Frozen (2013)
Frozen is een Amerikaanse animatiefilm uit 2013 geproduceerd door Walt Disney Animation Studios. Het is de 53ste animatiefilm van Disney.
Het verhaal is losjes gebaseerd op het sprookje De sneeuwkoningin van de Deense schrijver Hans Christian Andersen.

## Verhaal
Er zijn twee prinsessen in het koninkrijk Arendelle: Elsa (Idina Menzel), de troonopvolgster, en haar jongere zus Anna (Kristen Bell). Elsa heeft magische krachten, waarmee ze sneeuw en ijs kan creëren. Als kleine meisjes spelen ze samen met Elsa's krachten. Het spel loopt uit de hand, wanneer Elsa per ongeluk Anna's hoofd raakt. Anna raakt hierdoor bewusteloos. Elsa roept haar ouders en die weten hoe ze het leven van Anna kunnen redden. Ze brengen een bezoek aan de trollen die Anna kunnen helpen. Ze wissen haar geheugen gedeeltelijk waardoor ze niet meer weet dat Elsa magische krachten heeft. De trol vraagt de koning en koningin om de krachten van Elsa te verbergen voor de buitenwereld en ook voor haar zusje. Hierdoor leven ze voortaan allebei een apart bestaan in hetzelfde gesloten kasteel.
Jaren later moeten de koning en koningin naar een bevriend koninkrijk overzee. Onderweg belanden ze in een storm, waarin hun schip zinkt en ze beiden overlijden. Drie jaar later wordt kroonprinses Elsa 21 en is dus oud genoeg om de troon te bestijgen. Niemand weet nog van haar krachten af en ze spreekt voor het eerst weer met haar zusje. Wanneer haar zusje op de dag van de kroning prins Hans ontmoet, wil Anna meteen met hem trouwen en hij met haar. Anna vraagt toestemming aan haar zus. Elsa keurt het huwelijk af en er ontstaat een ruzie. Anna pakt een handschoen af waarmee Elsa al jaren haar krachten verbergt. Elsa's emoties lopen uit de hand en haar magische krachten nemen de vrije loop. Hier schrikt het hele volk van en de arrogante hertog van Weselton (Alan Tudyk) zet iedereen op tegen 'het monster' Elsa voor zijn eigen duivelse plan. Elsa slaat op de vlucht, diep de bergen in terwijl Anna haar tegenover het volk verdedigt. Door Elsa's vlucht laat ze Arendelle in een eeuwige en vrieskoude winter achter; hier is ze zich niet van bewust. Wanneer ze de hoogste berg bereikt, creëert ze een eigen kasteel van ijs waar ze zich vrij en zichzelf voelt.
De dappere en optimistische Anna gaat op zoek naar haar zus en belooft dat de zomer weer in Arendelle zal terugkomen. Ondertussen neemt prins Hans de leiding in Arendelle. Wanneer Anna door haar paard wordt achtergelaten in het bos, komt ze al gauw bij een herbergje uit. Hier ontmoet ze de ruige Kristoff (Jonathan Groff) en zijn trouwe rendier Sven. Nadat Anna Kristoff aan haar kant heeft gekregen om haar naar de Noorderberg te brengen, trekken ze samen op avontuur om haar zus Elsa te vinden. Hoog in de bergen ontmoeten Anna en Kristoff een kleine, jonge en vooral speelse sneeuwman die Olaf (Josh Gad) heet en ervan droomt de zomer mee te maken, zich helemaal niet bewust dat de temperatuur hem zou kunnen doen smelten. Anna maakt zich de bedenking dat Olaf wel heel erg lijkt op de vroegere sneeuwman die zij en haar zus altijd maakten. Wanneer Anna het kasteel gevonden heeft, probeert ze haar zus te overhalen om weer terug te keren. Elsa vertelt Anna dat ze niet kan terugkomen, omdat ze denkt dat ze daar niet thuishoort, maar Anna houdt vol dat ze niet weggaat zonder haar zus. Hierdoor schreeuwt Elsa het uit, waardoor ze een ijsgolf creëert die Anna's hart raakt. Doordat Anna is geraakt, wordt ze steeds kouder en kouder. Ook creëert Elsa uit woede en angst een enorm sneeuwmonster dat Anna, Olaf, Kristoff en Sven van de Noorderberg wegjaagt.
Inmiddels blijkt het rosse haar van Anna steeds witter te worden, doordat Elsa Anna's hart per ongeluk geraakt heeft. Kristoff weet dat vrienden van hem kunnen helpen. Ondertussen wordt Elsa opnieuw belaagd, ditmaal door prins Hans en zijn garde. Prins Hans weet haar te vangen en neemt haar weer mee naar Arendelle. Ze belandt daar in de gevangenis, waar een paar gesloten handboeien haar van haar toverkunsten moeten tegenhouden, hoewel haar kracht toch sterker lijkt te zijn.
Ondertussen komen Kristoff en Anna aan bij de vrienden van Kristoff: dit blijken de trollen te zijn. Hier vertelt de trol dat hij ditmaal niet kan helpen maar dat alleen een daad van ware liefde de vloek kan verbreken. Gebeurt dit niet op tijd, dan verandert Anna in een ijssculptuur. Anna en Kristoff denken meteen aan prins Hans en gaan dus snel terug naar Arendelle. Daar aangekomen zet Kristoff Anna af bij het kasteel en gaat zelf weer de bergen in. Als Anna prins Hans heeft gevonden en vraagt om een liefdeskus, komt Hans' ware aard naar boven: hij blijkt twaalf broers te hebben en zou daarom nooit kunnen heersen over een koninkrijk. Daarom wilde hij met Elsa trouwen, maar ze bleek moeilijk bereikbaar. Gelukkig wilde de naïeve Anna al na één dag trouwen en hoefde hij alleen maar Elsa uit de weg te ruimen. Nadat hij dit heeft onthuld, sluit hij Anna eveneens op. Olaf weet Anna te vinden en warmt haar op bij de kachel. Dan vertelt hij haar dat Kristoff misschien verliefd op haar is.
Sven, het rendier, zit het dwars dat Kristoff is weggegaan. Hij besluit om Kristoff terug te sturen naar Arendelle. Wanneer zij op de terugreis zijn, zien ze dat daar de storm alleen maar erger wordt en ze haasten zich om Anna te redden. Wanneer zij aankomen, blijken Anna en Elsa allebei ontsnapt te zijn en is Anna juist op zoek naar Kristoff, voor haar liefdeskus. Elsa is buiten in de storm op de vlucht voor de bewakers die van prins Hans de opdracht hebben gekregen om haar te doden. Uiteindelijk wordt Elsa gevonden door prins Hans die haar wat aan wil doen. Prins Hans vertelt Elsa de leugen dat het haar schuld is dat Anna dood is. Elsa valt moedeloos op de grond en de storm stopt. Op dat moment ziet Anna Kristoff, maar ondertussen ziet ze ook dat prins Hans Elsa wil doden. Hierdoor staat ze voor een keuze: kiest ze voor haar eigen leven of beschermt ze haar zus? Ze kiest voor haar zus en springt tussenbeide. Tegelijkertijd verandert ze in een ijssculptuur, een ijsstandbeeld zo hard als steen. Hiermee beschermt ze haar zus tegen het zwaard dat kapotgaat. Het lijkt te laat te zijn voor Anna. Elsa huilt van verdriet op Anna's schouder. De opoffering van Anna was een ware liefdesdaad voor haar zus, waardoor de vloek verbreekt en Anna weer tot leven komt.
Doordat ware liefde het ijskoude hart weer laat leven, beseft Elsa ook dat ze de winter in Arendelle kan stoppen met liefde. Het handelscontract met de hertog wordt verbroken en de prins wordt in een kleine gevangenis gegooid. De zomer keert terug, waardoor Olaf dreigt te smelten. Elsa geeft hem zijn eigen sneeuwwolkje en nu kan ook hij zijn droom waarmaken, namelijk de zomer meemaken. Iedereen is gelukkig en Elsa vindt een balans in haar krachten, ze kan weer samen met haar zus gaan leven en de kasteelpoorten blijven dan ook voor altijd geopend. Ze is nu een zeer gewaardeerde koningin en viert uiteindelijk een feest met alle inwoners van haar koninkrijk door een ijsbaan te creëren op het plein van het kasteel.

## Stemverdeling
| Personage                    | Engelse stem        | Nederlandse stem      | Vlaamse stem       |
| ---------------------------- | ------------------- | --------------------- | ------------------ |
| Elsa, de sneeuwkoningin      | Idina Menzel        | Willemijn Verkaik     | Elke Buyle         |
| Anna                         | Kristen Bell        | Noortje Herlaar       | Aline Goffin       |
| Kristoff                     | Jonathan Groff      | Benja Bruijning       | Guillaume Devos    |
| Olaf                         | Josh Gad            | Carlo Boszhard        | Govert Deploige    |
| Hans                         | Santino Fontana     | Oren Schrijver        | Jelle Cleymans     |
| Oaken (Knoet)                | Chris Williams      | Tony Neef             | Bert Van Poucke    |
| Duke (Hertog van Wesselburg) | Alan Tudyk          | Reinder van der Naalt | Karel Deruwe       |
| Pabbie/Opa                   | Ciarán Hinds        | Leo Richardson        | Anton Cogen        |
| Kai                          | Stephen J. Anderson | Fred Meijer           | Ludo Hellinx       |
| Koningin Iduna               | Jennifer Lee        | Jannemien Cnossen     |                    |
| Koning Agnarr                | Maurice LaMarche    | Huub Dikstaal         | Dieter Troubleyn   |
| Bulda                        | Maia Wilson         | Ingrid Simons         |                    |
| Gerda                        | Edie McClurg        | Edna Kalb             |                    |
| Bisschop                     | Robert Pine         | Ewout Eggink          |                    |
| Jonge Elsa                   | Eva Bella           | Coco Urbanus          | Benjamin De Winter |
| Kleine Anna                  | Livvy Stubenrauch   | Manou Jue Cardoso     | Aranka Wynants     |
| Tiener Anna                  |                     | Chelsea Hegener       | Sofie De Preter    |
| Kleine Kristoff              |                     | Job Bovelander        | Pádraig Turley     |
| Een trol                     |                     | Levi van Kempen       |                    |

## Geschiedenis

### Oorsprong
In 1943 werd er een project opgestart tussen Walt Disney en Samuel Goldwyn om een autobiografische film te maken over auteur en dichter Hans Christian Andersen. Goldwyns studio zou dan de live-actiondelen maken over Andersens leven en Disney zou de geanimeerde delen maken. De getekende delen zouden verhalen bevatten die Andersen geschreven had, zoals De kleine zeemeermin, Het meisje met de zwavelstokjes, Duimelijntje, De sneeuwkoningin, Het lelijke eendje, De dansende schoentjes en De nieuwe kleren van de keizer. Walt Disney en de animators hadden grote problemen met het animeren van de sneeuwkoningin zelf, als personage. Dit en andere problemen leidden tot de stopzetting van het project.
Bij Disney werden de verhalen van Andersen (inclusief De kleine zeemeermin) gearchiveerd.
Goldwyn ging wel door met zijn live-actionfilm getiteld Hans Christian Andersen uit 1952 en kreeg datzelfde jaar zes keer een Oscarnominatie met zijn film.

### Latere pogingen
Eind jaren negentig begon Walt Disney Feature Animation aan een eigen versie van De sneeuwkoningin. Harvey Fierstein stelde zijn versie voor aan Disney, maar werd afgewezen. Dick Zondag en Dave Goetz hebben ook een poging gewaagd, maar die is ook mislukt. Daardoor stopte Glen Keane het project definitief in 2002. Michael Eisner had nog steeds oog voor de film en stelde voor het nog eens te proberen, deze keer met de hulp van John Lasseter bij de Pixar Animation Studios, nadat hun contracten vernieuwd zouden worden.
Toch nam Disney in maart 2010 het project over van Pixar, met Kirk Wise en Gary Trousdale als regisseurs, samen met Don Hahn als producent en John Lasseter als uitvoerend producent. Linda Woolverton zou het script schrijven en Alan Menken en Glenn Slater de liedjes. Dit zou gezorgd hebben voor een reünie van het team van Beauty and the Beast. In juni 2010 kwam het team weer in de problemen met hetzelfde struikelblok. Het animeren van het personage van de sneeuwkoningin zelf.

### Nieuwe poging
Op 22 december 2011, na het succes van Rapunzel, kondigde Disney een nieuwe titel voor de film aan, Frozen, een nieuwe datum voor de première, 27 november 2013, en een nieuw team. Een maand later werd bevestigd dat de film gemaakt zou worden in CGI (computeranimatie) en niet handgetekend. Op 5 maart 2012 werd aangekondigd dat Chris Buck de film zou regisseren, met John Lasseter en Peter del Vecho als producers.
Toen Disney besloot De sneeuwkoningin opnieuw op te starten, was een van de grootste uitdagingen het animeren van het personage van de sneeuwkoningin, die in de oorspronkelijke versie van het verhaal de slechterik was. John Lasseter was degene die alles veranderde. Hij vond dat de personages een te eentonig gezicht hadden en veronderstelde dat het filmpubliek zich niet in de personages zou kunnen inleven. De personages hadden maar één gezicht en daar wilde hij verandering in brengen. Sindsdien bracht het productieteam verschillende versies van het verhaal aan, totdat de personages en het verhaal relevant aanvoelden. De hoofdrol, Anna, is gebaseerd op het personage Gerda van het originele verhaal van Andersen. Net zoals Kristoff gebaseerd is op Kay. Het productieteam besliste eveneens dat Anna en Elsa (de sneeuwkoningin) zussen moesten zijn. "Vanaf dat moment begon het project enkele erg boeiende richtingen op te gaan. Toen we ons realiseerden dat deze personages familieverwanten konden zijn en een relatie konden hebben, veranderde alles," zei Del Vecho.

## Soundtrack
De liedjes voor Frozen werden geschreven en gecomponeerd door het echtpaar Robert Lopez en Kristen Anderson-Lopez, die ook al meewerkten aan Winnie the Pooh. De nummers "Let it Go" en "In Summer" werden al gebracht op de D23 Expo door Idina Menzel. In februari 2013 werd Christophe Beck aangenomen om de filmmuziek te schrijven. Christophe Beck bewees zijn talent al eerder in de korte film Paperman, het jaar voor Frozen. Kristen Bell bevestigde ook dat er een duet zou zijn tussen haar (Anna) en Idina Menzel (Elsa).
Op 21 oktober 2013 gaf Demi Lovato haar cover van Let it Go vrij als de soundtrack voor de film. Walt Disney Records zou op 25 november 2013 twee versies van de soundtrack vrijgeven: respectievelijk één schijfje en een luxe-editie op twee schijfjes.
Voor de instrumentale filmmuziek gaf componist Christophe Beck een hommage aan Noorwegen, omdat de setting van de film op Noorwegen geïnspireerd is. Dit doet hij door gebruik te maken van regionale instrumenten zoals de bukkehorn en traditionele stemtechnieken zoals jodelen. De muziekproducenten vroegen een Noorse linguïst om een oud-Noors lied te schrijven voor de kroning van Elsa. Ze zijn ook naar Noorwegen gereisd om een vrouwelijk koor op te nemen. De muziek werd opgenomen door een 80-delig orkest, waaronder 32 zangers, inclusief de Noorse Christine Hals. Beck werkte ook samen met het Lopez-duo om hun liedjes op te nemen in zijn filmmuziek.
Het doel van het trio was om "een samenhangende muzikale reis te creëren van begin tot einde".
In Nederland behaalde het album in 2015 de eerste plaats in de Album Top 100.

### Tracklist
De nummers zijn gecomponeerd door Kristen Anderson-Lopez en Robert Lopez (nummers 1 t/m 10), Christophe Beck (nummers 11 t/m 32) en Frode Fjellheim (nummers 11 en 31).
| Nr.                    | Titel                                     | Performer(s)                                 | Nederlandse versie                                                                  | Duur |
| ---------------------- | ----------------------------------------- | -------------------------------------------- | ----------------------------------------------------------------------------------- | ---- |
| 1.                     | "Frozen Heart"                            | Cast van Frozen                              | "Bevroren hart (Frozen heart)"                                                      | 1:45 |
| 2.                     | "Do You Want to Build a Snowman?"         | Kristen Bell, Agatha Lee Monn en Katie Lopez | "Zullen wij een sneeuwpop maken (Shall we make a snowman)"                          | 3:27 |
| 3.                     | "For the First Time in Forever"           | Kristen Bell en Idina Menzel                 | "Voor het eerst na al die jaren (For the first time after all these years)"         | 3:45 |
| 4.                     | "Love Is an Open Door"                    | Kristen Bell en Santino Fontana              | "Liefde geeft ons ruim baan (Love gives us a clear field)"                          | 2:07 |
| 5.                     | "Let It Go"                               | Idina Menzel                                 | "Laat het los, laat het gaan (Let it go let it go)"                                 | 3:44 |
| 6.                     | "Reindeer(s) Are Better Than People"      | Jonathan Groff                               | "Dieren zijn beter dan mensen"                                                      | 0:50 |
| 7.                     | "In Summer"                               | Josh Gad                                     | "Zomer (Summer)"                                                                    | 1:54 |
| 8.                     | "For the First Time in Forever (Reprise)" | Kristen Bell en Idina Menzel                 | "Voor het eerst na al die jaren (For the first time after all these years Reprise)" | 2:30 |
| 9.                     | "Fixer Upper" (met Maia Wilson)           | Cast van Frozen                              | "Mankementje (Defect)"                                                              | 6:00 |
| 10.                    | "Let It Go" (single version)              | Demi Lovato                                  | n.v.t                                                                               | 3:47 |
| 11.                    | "Vuelie" (met Cantus)                     | Christophe Beck en Frode Fjellheim           | n.v.t                                                                               | 1:36 |
| 12.                    | "Elsa and Anna"                           | Christophe Beck                              | Elsa en Anna                                                                        | 2:43 |
| 13.                    | "The Trolls"                              | Christophe Beck                              | De Trollen                                                                          | 1:48 |
| 14.                    | "Coronation Day"                          | Christophe Beck                              | Kroning dag                                                                         | 1:14 |
| 15.                    | "Heimr Àrnadalr"                          | Christophe Beck                              | n.v.t                                                                               | 1:25 |
| 16.                    | "Winter's Waltz"                          | Christophe Beck                              | Van de winter walsje                                                                | 1:00 |
| 17.                    | "Sorcery"                                 | Christophe Beck                              | Tovenarij                                                                           | 3:17 |
| 18.                    | "Royal Pursuit"                           | Christophe Beck                              | Koninklijke achtervolging                                                           | 1:02 |
| 19.                    | "Onward and Upward"                       | Christophe Beck                              | Voorwaarts en opwaarts                                                              | 1:54 |
| 20.                    | "Wolves"                                  | Christophe Beck                              | Wolven                                                                              | 1:44 |
| 21.                    | "The North Mountain"                      | Christophe Beck                              | De Noord-Berg                                                                       | 1:34 |
| 22.                    | "We Were So Close"                        | Christophe Beck                              | Wij waren zo dicht                                                                  | 1:53 |
| 23.                    | "Marshmallow Attack!"                     | Christophe Beck                              | Heemst van aanval!                                                                  | 1:43 |
| 24.                    | "Conceal, Don't Feel"                     | Christophe Beck                              | Verbergen, voel je niet                                                             | 1:07 |
| 25.                    | "Only an Act of True Love"                | Christophe Beck                              | Slechts een wet van Ware Liefde                                                     | 1:07 |
| 26.                    | "Summit Siege"                            | Christophe Beck                              | Topontmoeting belegering                                                            | 2:32 |
| 27.                    | "Return to Arendelle"                     | Christophe Beck                              | Keer terug naar Arendelle                                                           | 1:38 |
| 28.                    | "Treason"                                 | Christophe Beck                              | Verraad                                                                             | 1:36 |
| 29.                    | "Some People Are Worth Melting For"       | Christophe Beck                              | Sommige mensen zijn het waard om voor te smelten                                    | 2:06 |
| 30.                    | "Whiteout"                                | Christophe Beck                              | n.v.t                                                                               | 4:17 |
| 31.                    | "The Great Thaw (Vuelie Reprise)"         | Christophe Beck en Frode Fjellheim           | De grote dooi                                                                       | 2:29 |
| 32.                    | "Epilogue"                                | Christophe Beck                              | Epiloog                                                                             | 3:04 |
| Totale lengte: 1:03:40 |                                           |                                              |                                                                                     |      |

## Première
Frozen is in première gegaan op het New York International Children's Film Festival op 10 november 2013. De première was in de cinemazalen op 27 november 2013 en werd voorafgegaan  door de kortfilm met Mickey Mouse; Get a Horse!

### Recensies
Frozen werd door recensenten geprezen om zijn casting, muziek, scenario en thema. Sommige recensenten vergeleken de film met films uit de Disney Renaissance, meer bepaald met Beauty and the Beast (Belle en het Beest) en The Little Mermaid (De Kleine Zeemeermin).
Alonso Duralde van The Wrap loofde de film door het "de best geanimeerde musical van Disney sinds de dood van tekstschrijver Howard Ashman, wiens werk voor The Little Mermaid en Beauty and the Beast, de studio's moderne geanimeerde divisie hielp uitbouwen tot wat het vandaag de dag is." Ook schreef hij: "De film biedt personages waar je echt om gaat geven, samen met enkele vernuftige omzwaaien in het verhaal en verrassingen onderweg."
Todd McCarthy van The Hollywood Reporter beschrijft Frozen als een echte musical en schreef: "Je kan praktisch de Broadway musical al zien terwijl je Disney's 3D geanimeerd prinsessenverhaal bekijkt." Hij beschreef het als: "energiek, grappig en niet te overladen".
Simon Brew van Den of Geek gaf Frozen 5 uit 5 sterren en zei enthousiast: "Het grootste compliment dat ik nog aan Frozen kan geven is dit: iemand die deze film ziet zal zich op dezelfde manier voelen als ik me voelde, twintig jaar geleden, toen ik voor het eerst Beauty and the Beast zag. Dit is heel erg een Disney film, dat soort gevoel dat niemand anders je kan geven." Verder constateerde hij dat: "Dit is de beste Walt Disney Animation Studios van een generatie, en de beste familiefilm van het jaar. Het is een verbazend stukje werk, en het soort film dat we over 30 jaar tijd nog zullen kopen."
Scott Foundas van Variety was niet onder de indruk van de film, maar toch reageerde hij dat het "sneeuwbedekte landschap van Arendelle, inclusief Elsa's ijskasteel, Frozen's echte parels zijn, opgewaardeerd door 3D en de beslissing om het in widescreen te filmen..."

### Opbrengst
Op 30 maart 2014 haalde de film de top 10 van kassuccessen aller tijden wereldwijd, volgens Box Office Mojo (opbrengst: $ 1.276.480.335). Ook was Frozen de beste film in 2013.
Frozen was medio 2014 de succesvolste animatiefilm ooit.
In december 2014 kwam de 'Sing-A-Long'-versie van Frozen uit.

## Prijzen en nominaties
Onder meer:
- Academy Awards: Beste animatiefilm en Beste originele song "Let It Go". (gewonnen).
- Golden Globes: Beste animatiefilm (gewonnen) en Beste originele song "Let It Go" (genomineerd).
- Nickelodeon Kids' Choice Awards: Favoriete geanimeerde film (gewonnen).

## Vervolg
In 2015 werd bekend dat Disney aan een vervolg werkte: Frozen II. Die film kwam in 2019 uit.

## Trivia
- De namen van de karakters Hans, Kristoff, Anna en Sven zijn een eerbetoon aan Hans Christian Andersen, de schrijver van het sprookje De sneeuwkoningin waar Frozen op is gebaseerd.
- Om inspiratie op te doen bezocht het productieteam van de film een hotel gemaakt van ijs.
- Het paard van Anna heet Sitron, wat Noors is voor citroen.
- Olaf is losjes gebaseerd op een ander verhaal van Andersen: De sneeuwman. Hierin wordt de sneeuwman verliefd op een kachel.
- In 2023 is de film opnieuw te zien in de bioscopen ter ere van het 100 jarig jubileum van Disney.